# Білка (Курненська сільська громада)
Бі́лка — село в Україні, у Курненській сільській територіальній громаді Житомирського району Житомирської області. Чисельність населення становить 176 (осіб). У 1925—1954 роках — адміністративний центр однойменної сільської ради.

## Населення
У 1906 році кількість населення становила 274 особи, дворів — 46, у 1923 році — 480 осіб, кількість дворів — 101.
Станом на 1927 рік, кількість населення становила 575 осіб, з них 244 (42.4 %) — особи польської національності. Кількість селянських господарств — 122.
Відповідно до результатів перепису населення СРСР, кількість населення, станом на 12 січня 1989 року, становила 180 осіб, станом на 5 грудня 2001 року, відповідно до перепису населення України, кількість мешканців села становила 167 осіб.

### Мова
Розподіл населення за рідною мовою за даними перепису 2001 року:
| Мова       | Кількість | Відсоток |
| ---------- | --------- | -------- |
| українська | 166       | 99.4%    |
| російська  | 1         | 0.6%     |
| Усього     | 167       | 100%     |

## Історія
В середині 19 століття — селище Курненської волості Новоград-Волинського повіту, складалося з 20 хат. Власність генерала Княжевича, входило до соколовського маєтку.
У 1906 році — сільце Курненської волості (3-го стану) Новоград-Волинського повіту Волинської губернії. Відстань до повітового центру, м. Новоград-Волинський, становила 30 верст, до волосного центру, с. Курне — 10 верст. Найближче поштово-телеграфне відділення розташовувалося на станції Рудня.
У 1923 році увійшло до складу новоствореної Лугської сільської ради, котра, від 7 березня 1923 року, стала частиною новоутвореного Пулинського району Житомирської округи. Розміщувалося за 24 версти від районного центру, міст. Пулини та 4 версти від центру сільської ради, с. Великий Луг.
1 вересня 1925 року в селі створено Білківську польську національну сільську раду Довбишського (згодом — Мархлевський) району Житомирської (згодом — Волинська) округи. 17 жовтня 1935 року, в складі сільської ради, включене до Червоноармійського району Київської області, 14 травня 1939 року — до складу Щорського (згодом — Довбишський) району Житомирської області.
11 серпня 1954 року, відповідно до указу Президії Верховної ради Української РСР «Про укрупнення сільських рад по Житомирській області», Білківську сільську раду ліквідовано, село передане до складу Старомайданської сільської ради Довбишського району. В складі сільської ради, 28 листопада 1957 року увійшло до Баранівського району, 30 грудня 1962 року — до складу Новоград-Волинського району, 4 січня 1965 року — Дзержинського району, 8 грудня 1966 року — Червоноармійського (згодом — Пулинський) району Житомирської області.
1 серпня 2017 року село увійшло до складу Курненської сільської територіальної громади Пулинського району Житомирської області. Від 19 липня 2020 року, разом з громадою, в складі новоствореного Житомирського району Житомирської області.